# П-80

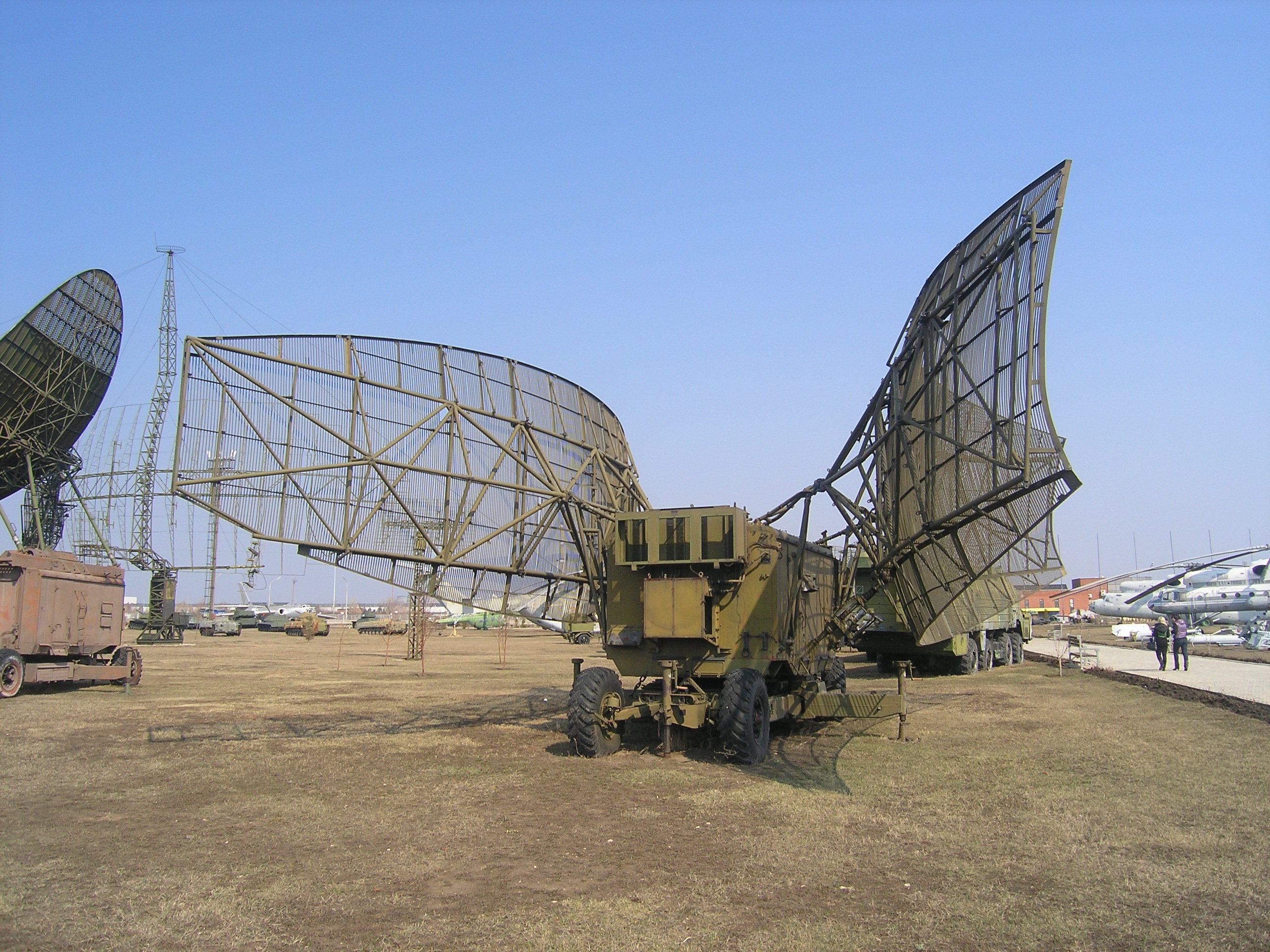
Дальномер из состава комплекса. Технический музей Тольятти

РЛК «Алтай» (индекс ГРАУ 1РЛ-118) — советский радиолокационный комплекс наземного базирования был принят на вооружение в 1962 г. под шифром П-80 и серийно выпускался на Балахнинском электромеханическом заводе. Комплексы «Алтай» должны были обеспечивать надежное целеуказание самолётам-истребителям МиГ-25, а также зенитным ракетным комплексам С-200, производство которых намечалось на соседних предприятиях в Горьковской области.

## История создания
Одной из характерных черт отечественных РЛС для ПВО третьего поколения стали заложенные в них изначально требования защиты от пассивных и активных помех и высокого темпа выдачи трех координат обнаруженных целей — как одиночных, так и групповых.
Подвижный помехозащищенный РЛК обнаружения, наведения и целеуказания «Алтай» разрабатывался научно-исследовательским институтом № 244 Министерства радиотехнической промышленности по тактико-техническим требованиям ГРАУ Министерства обороны СССР.
Подвижный РЛК «Алтай» предназначался для обнаружения самолётов и наведения истребителей на самолёты противника, а также для целеуказания станциям орудийной наводки зенитной артиллерии Войск ПВО страны (целеуказания ЗРВ).
По результатам решений, принятых в 1958—1959 гг. в процессе рабочего проектирования и по дополнительным материалам к техническому проекту в феврале 1960 г. были выпущены изменения тактико-технических требований на разработку опытного образца подвижного помехозащищенного радиолокационного комплекса обнаружения, наведения и целеуказания ЗРВ.
Помимо современных требований к помехозащищенности РЛК «Алтай» выделялся мобильностью, в сравнении с РЛС «Памир», «Даль», «Ураган».

## Особенности конструкции
При разработке РЛС «Алтай» особенное внимание было обращено на максимальное использование схемного и конструктивного потенциала, имеющегося в результате предыдущих разработок института («Тополь-2», «Конус», «Вершина»). В состав разрабатываемого комплекса были включены наряду с новыми, также ранее разработанные радиолокаторы (ПРВ «Вершина», РЛС П-15) с минимальными изменениями в них, необходимыми для включения в состав комплекса. Типовые конструкции отдельных блоков и узлов, готовые изделия выбирались по возможности в пределах номенклатуры, принятой для станций, освоенных или осваиваемых промышленностью. В ходе рабочего проектирования принимались меры к дальнейшему сокращению номенклатуры деталей,, а также к замене материалов на более перспективные.
Также, в радиолокационном комплексе «Алтай» имелась аппаратура и средства защиты от различного типа активных и пассивных помех.

## Состав комплекса
Подвижный помехозащищенный радиолокационный комплекс «Алтай» представлял собой систему нескольких радиолокаторов, объединённых централизованным управлением и обеспечивающих отображение воздушной обстановки на общем индикаторе, что позволяло при сохранении подвижности объекта обеспечить надежный обзор в заданной тактико-техническими требованиями зоне.
В результате проектирования и создания опытного образца на Государственные испытания РЛК был представлен в составе:
- два дальномера, предназначенные для измерения наклонной дальности и азимута цели, приемо-передающая аппаратура которых смонтирована в двух синхронно-вращающихся кабинах на артиллерийских повозках КЗУ-28;
- четыре радиовысотомера типа «Вершина», предназначенные для измерения высоты целей и смонтированные в специальных вращающихся кабинах на артиллерийских повозках КЗУ-16;
- технический пост с индикаторной аппаратурой, аппаратурой запуска, аппаратурой дистанционного управления дальномерами и высотомерами в прицепе типа 598;
- специальный модуляторный прицеп типа 598, содержащий модуляторные устройства дальномерных каналов и аппаратуру вычитания системы защиты от пассивных помех;
- станция электропитания, содержащая 12 рабочих и 2 резервные дизельэлектрических агрегатов типа АЗ-30. Питание осуществлялось напряжением 400 Гц (электростанция была размещена на 7 повозках 2-ПН-6 с КУНГом, по два агрегата в каждом прицепе);
- прицеп ЗИПа с запасным имуществом и контрольно-измерительной аппаратурой, размещенной на повозке 2-ПН-6 в кузове КУНГ-П-6;
- автокран типа АК-61, предназначенный для свертывания и развертывания комплекса.

## Основные характеристики
Зона обзора дальномерных каналов комплекса в пределах от 0,50 до 450 формировалась диаграммами излучения антенн двух радиодальномеров, работающих одновременно. С этой цели обе кабины дальномеров вращались синфазно и синхронно со скоростью 6 об/мин. или 3 об/мин. Воздушная обстановка от всех 4-х каналов отображалась на 2-х одинаковых индикаторах кругового обзора с разверткой. Масштабы индикаторов кругового обзора 200, 300 или 400 км. В индикаторах использовались электронно-лучевые трубки большого диаметра, которые позволяли наблюдать воздушную обстановку в укрупненном масштабе.
Одновременно воздушная обстановка транслировалась на индикаторы «азимут-дальность» высотомеров.
Основной целью радиовысотомеров было определение высоты полета воздушных целей в зоне углов места от +0,50 до +300 до высот 34 км. Каждый высотомер мог работать в секторном режиме обзора по азимуту, в режиме кругового обзора или в режиме ручного сопровождения. Частота качания зеркала антенны в вертикальной плоскости подбиралась, в зависимости от условий работы, от 10 до 30 двойных взмахов в минуту.
Дальномерная часть комплекса работала в новом диапазоне частот. Максимальный разнос частот по каналам составлял 490 МГц. При поражении любого из каналов помехой с помощью дистанционного управления он мог заменяться резервным каналом.
Для наведения истребителей и передачи данных воздушной обстановки, радиолокационный комплекс «Алтай» сопрягался с аппаратурой системы «Воздух-1», при наличии в ней дополнительных устройств.

## Помехозащищенность
1. Для защиты каналов дальномерной части от импульсных ответных помех применена специальная система подавления, основанная на энергетическом различии отраженных эхо-сигналов и сигналов ответных помех и различии в направлении прихода этих сигналов. С этой целью предусмотрены отдельные приемные каналы с антенными устройствами.
2. Для защиты от несинхронных импульсных помех дальномерной части применена аппаратура с использованием однократного вычитания на потенциалоскопах.
3. Для защиты от пассивных помех в дальномерных каналах и высотомерах РЛК была применена когерентно-импульсная аппаратура (система селекции подвижных целей) с фазированием либо зондирующим импульсом, либо эхо-сигналом.[6]

## Модернизация комплекса
Используя опыт использования радиолокационного комплекса «Алтай» в системе С-200 институтом была проведена модернизация РЛК «Алтай» по следующим направлениям: для дальномерных каналов были разработаны новые приемо-передающие кабины с большей грузоподъемностью и улучшенными характеристиками и новые более мощные опорно-поворотные устройства; силовой электропривод приемо-передающих кабин дальномеров был заменен гидравлическим приводом с повышенной мощностью, более жесткими характеристиками и уменьшенной динамической ошибкой; использован более мощный гидравлический привод наклона антенн; более совершенные системы охлаждения магнетронов и вентиляции; улучшена конструкция индикатора кругового обзора; разработана новая продвинутая система электропитания.
Итог модернизации (дальность обнаружения самолёта по типу МиГ-17):
- У комплекса «Алтай» и первых его модификаций: 250—300 км. Потолок обнаружения — 34 км.
- 1РЛ-118МЗ дальность обнаружения 300—350 км. Максимальная высота обнаружения цели — 45 км.
- 5Н87 — 350 км, а потолок 55-60 км.[7]